# Minakami Takitarō

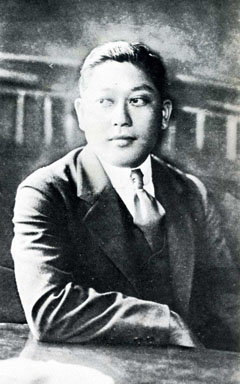
Porträt Minakami Takitarōs

Minakami Takitarō (jap. 水上 滝太郎; eigentl.: Abe Shōzō (阿部 章蔵); * 6. Dezember 1887 in Tokio; † 23. März 1940) war ein japanischer Schriftsteller, Kritiker und Dramatiker.
Minakami wurde als vierter Sohn von Abe Taizō, dem Gründer der Lebensversicherung Meiji Yasuda Seimei Hoken geboren. Wie sein Vater studierte Takitarō an der Harvard University in den USA, schloss sein Studium im Fach Wirtschaft ab und bereiste längere Zeit Europa. In seinen Romanen wie Ōsaka no yado beschrieb er überwiegend das Leben von Angestellten (sarariman). Seine zwischen 1918 und 1939 entstandenen Essays erschienen unter dem Titel Kaigara tsuihō.

## Quelle
- Louis Frédéric: Japan Encyclopedia. Harvard University Press, 2002, ISBN 0-674-00770-0, S. 632 (englisch, eingeschränkte Vorschau in der Google-Buchsuche – französisch: Japon, dictionnaire et civilisation. Übersetzt von Käthe Roth).
- S. Noma (Hrsg.): Minakami Takitarō. In: Japan. An Illustrated Encyclopedia. Kodansha, 1993. ISBN 4-06-205938-X, S. 962.